# イミタンス
イミタンス（英語: Immittance、しばしばイミッタンス）は、圧と流れの比であるインピーダンスと、流れと圧の比であるアドミタンスの双方の総称である。インピーダンスとアドミタンスからなる造語 (impedance + admittance) である。圧と流れの積は仕事率である。
交流電気回路では電圧と電流の比、及びその逆数を表す複素数のことを指す。音響工学でも音圧とフォノン速度 (音速ではない) の比、及びその逆数をイミタンスという。
イミタンスは固定的な定義による物理量ではないために特定の次元あるいは単位を持たない。しかしながら、インピーダンスとアドミタンスを同時に扱う分野などで有用な用語である。例えばスミスチャートではインピーダンスとアドミタンスを同時に扱うことがあり、特にイミタンスチャートという。
電磁気に関する双対性の帰結として、インピーダンス系 (電圧/電流) の合成では直列接続は加法で並列接続は逆数の加法、アドミタンス系 (電流/電圧) の合成では並列接続は加法で直列接続は逆数の加法となる。

## イミタンス諸量間の関係
イミタンス諸量の間には次の関係がある。以下では電気電子工学の慣例に従い、虚数単位として {\displaystyle j} を用いる。{\displaystyle \Re [z]}、{\displaystyle \Im [z]} はそれぞれ複素数 {\displaystyle z} の実部と虚部である。
- インピーダンス：{\displaystyle Z=R+jX={\frac {1}{Y}}={\frac {G}{G^{2}+B^{2}}}+j{\frac {-B}{G^{2}+B^{2}}}}
- アドミタンス：{\displaystyle Y=G+jB={\frac {1}{Z}}={\frac {R}{R^{2}+X^{2}}}+j{\frac {-X}{R^{2}+X^{2}}}}
- レジスタンス：{\displaystyle R=\Re [Z]={\frac {G}{G^{2}+B^{2}}}}
- リアクタンス：{\displaystyle X=\Im [Z]=-{\frac {B}{G^{2}+B^{2}}}}
- コンダクタンス：{\displaystyle G=\Re [Y]={\frac {R}{R^{2}+X^{2}}}}
- サセプタンス：{\displaystyle B=\Im [Y]=-{\frac {X}{R^{2}+X^{2}}}}